# Aleksandr Bočarov
Aleksandr Bočarov (in russo Александр Бочаров?; Irkutsk, 26 febbraio 1975) è un ex ciclista su strada russo.
Professionista dal 2000 al 2010.

## Carriera
Bočarov arrivò in Francia nel 1998 per correre con la squadra dilettantistica US Montauban Cyclisme 82, con la quale si mise in luce nelle corse amatoriali francesi come scalatore vincendo la nona tappa del Tour de l'Avenir con arrivo a Argelès-Gazost e classificandosi ottavo nella generale.
Dopo tre mesi da stagista alla Besson, passò professionista nel 2000 con la AG2R La Mondiale partecipando subito a una classica, la Liegi-Bastogne-Liegi, che concluse cinquantesimo. L'anno dopo fece la sua prima apparizione in un Grande giro, il Tour de France, terminato diciassettesimo (suo miglior piazzamento) nonché primo corridore della sua squadra. A ottobre fu selezionato per partecipare ai campionati del mondo, dove si piazzò diciannovesimo. Nella stagione 2002 si classificò secondo al primo evento ProTour dell'anno, il Tour Down Under, e al Grand Prix d'Ouverture La Marseillaise. Al Tour de France si posizionò al secondo posto nella difficile tappa del Mont Ventoux.
Nel 2004 Bočarov si trasferì alla Crédit Agricole. Nella stagione successiva si classificò ventesimo nella sua prima partecipazione alla Vuelta a España. L'anno seguente partecipò al Giro d'Italia, concluso in ventisettesima posizione, arrivò quarto alla Clásica San Sebastián, secondo nella generale del Giro del Mediterraneo e sesto nella generale del Tour de Pologne e ottenne un ottavo posto ai campionati del mondo. Sfiorò la sua prima vittoria da professionista nel 2007 al Critérium du Dauphiné, quando si piazzò secondo nella sesta tappa. Si rifece l'anno seguente, imponendosi nella terza tappa del Giro del Mediterraneo con arrivo sul Mont Faron, del quale poi vinse anche la classifica generale.
Nel 2009, dopo lo scioglimento della Crédit Agricole, firmò per la neonata squadra ProTour russa, il Team Katusha, ottenendo come miglior risultato un terzo posto alla Tre Valli Varesine. Al termine del 2010 lasciò la Katusha dopo essersi aggiudicato una tappa del Tour du Limousin ed aver ottenuto due ottavi posti nella Coppa Sabatini e nella neonata corsa canadese Grand Prix Cycliste de Montréal. Si ritira ufficialmente dal ciclismo professionistico al termine del 2010.

## Palmarès
- 1999 (dilettante)

9ª tappa Tour de l'Avenir
- 2008

3ª tappa Giro del Mediterraneo (Rousset > Tolone)
Classifica generale Giro del Mediterraneo
- 2010

3ª tappa Tour du Limousin (Uzerche > Mansac)

### Altri successi
- 2006

3ª tappa Giro del Mediterraneo (cronosquadre)
- 2010

3ª tappa Vuelta a Burgos (cronosquadre)

## Piazzamenti

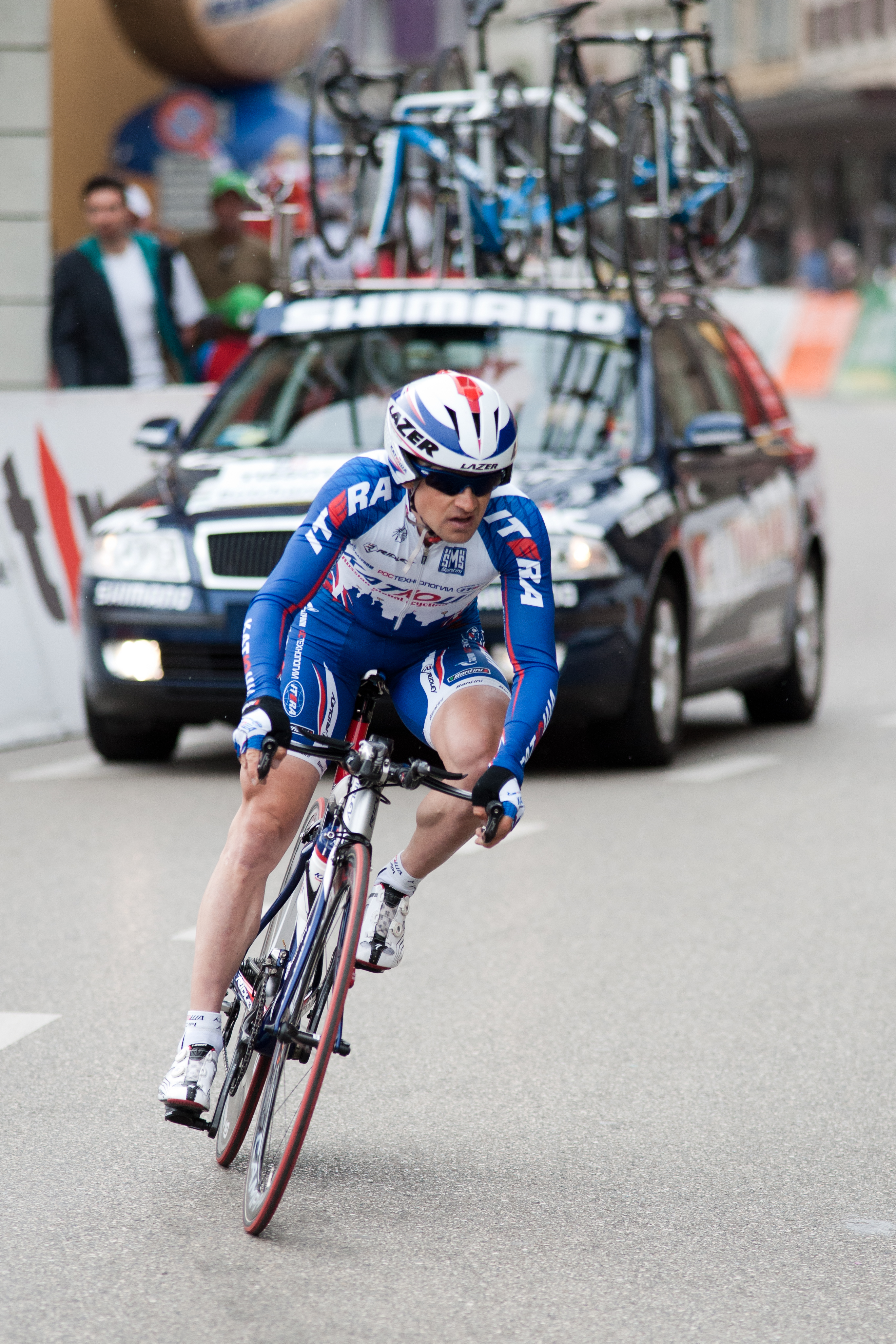
Bočarov al Tour de Romandie 2010

### Grandi Giri
- Giro d'Italia

2006: 27º
- Tour de France

2001: 17º
2002: 30º
2003: 24º
2004: 36º
2006: 49º
2007: 33º
2008: 18º
- Vuelta a España

2005: 20º
2007: 27º

### Classiche monumento
- Milano-Sanremo

2003: 26º
- Liegi-Bastogne-Liegi

2000: 50º
2003: 81º
2004: 48º
2007: 18º
2009: 105º
- Giro di Lombardia

2000: 37º
2006: 43º
2009: 31º

### Competizioni mondiali
- Campionati del mondo

Lisbona 2001 - In linea: 19º
Hamilton 2003 - In linea: 36º
Verona 2004 - In linea: 40º
Salisburgo 2006 - In linea: 8º
Mendrisio 2009 - In linea: 31º